# Побрђе Орахово
Побрђе Орахово је насељено мјесто у општини Кисељак, Босна и Херцеговина.

## Становништво
|        | 2013.       | 1991.       | 1981.       | 1971.       | 1961.       |
| Укупно | 12 (100,0%) | 48 (100,0%) | 61 (100,0%) | 75 (100,0%) | 55 (100,0%) |
| Хрвати | 12 (100,0%) | 48 (100,0%) | 61 (100,0%) | 75 (100,0%) | 54 (98,18%) |
| Остали | –           | –           | –           | –           | 1 (1,818%)  |